# دوج موناکو
دوج موناکو (Dodge Monaco) خودرویی است که در سال‌های ۱۹۶۵-۱۹۷۸و ۱۹۹۰-۱۹۹۲ تولید شده است. 

## نگارخانه

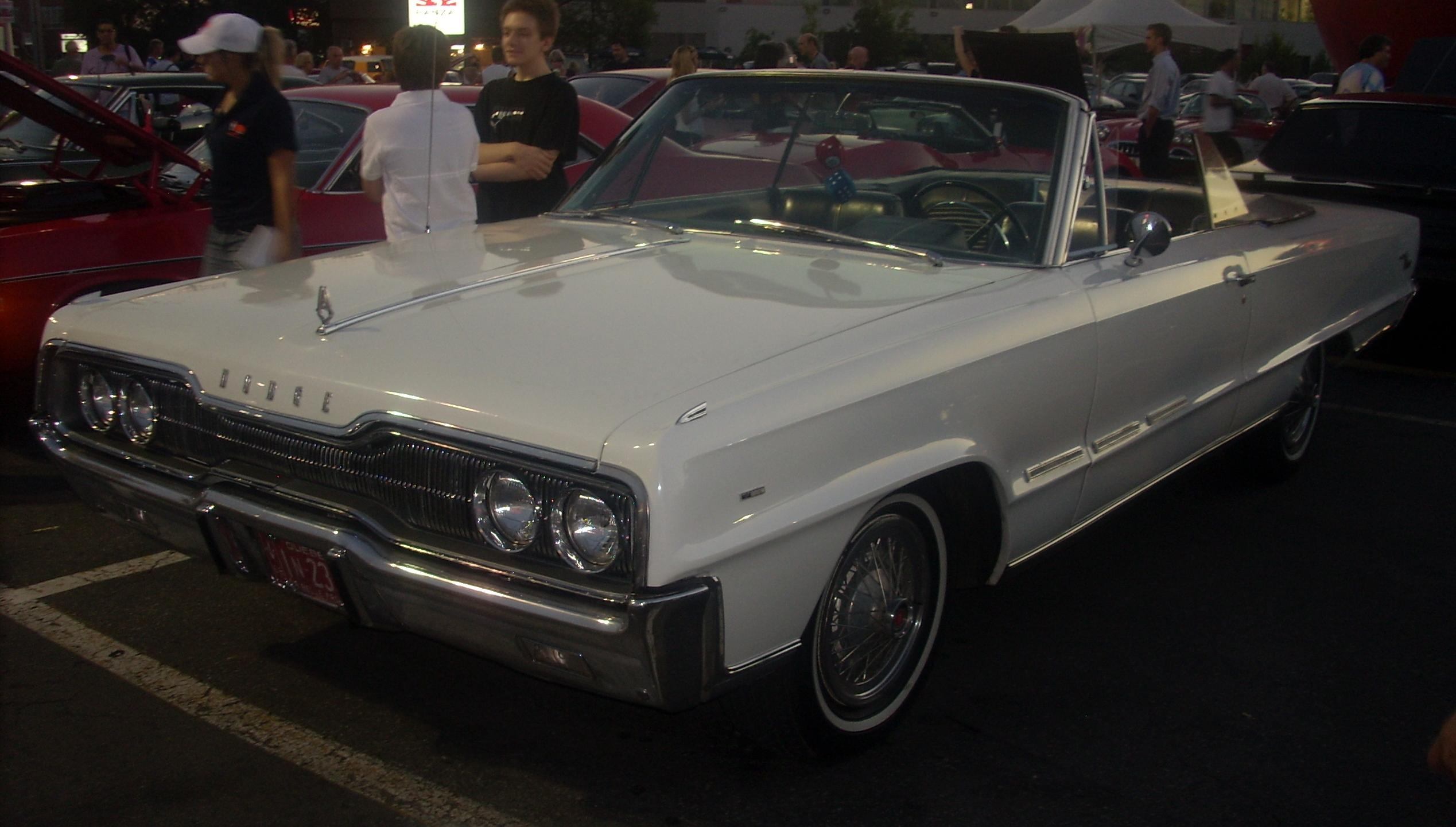
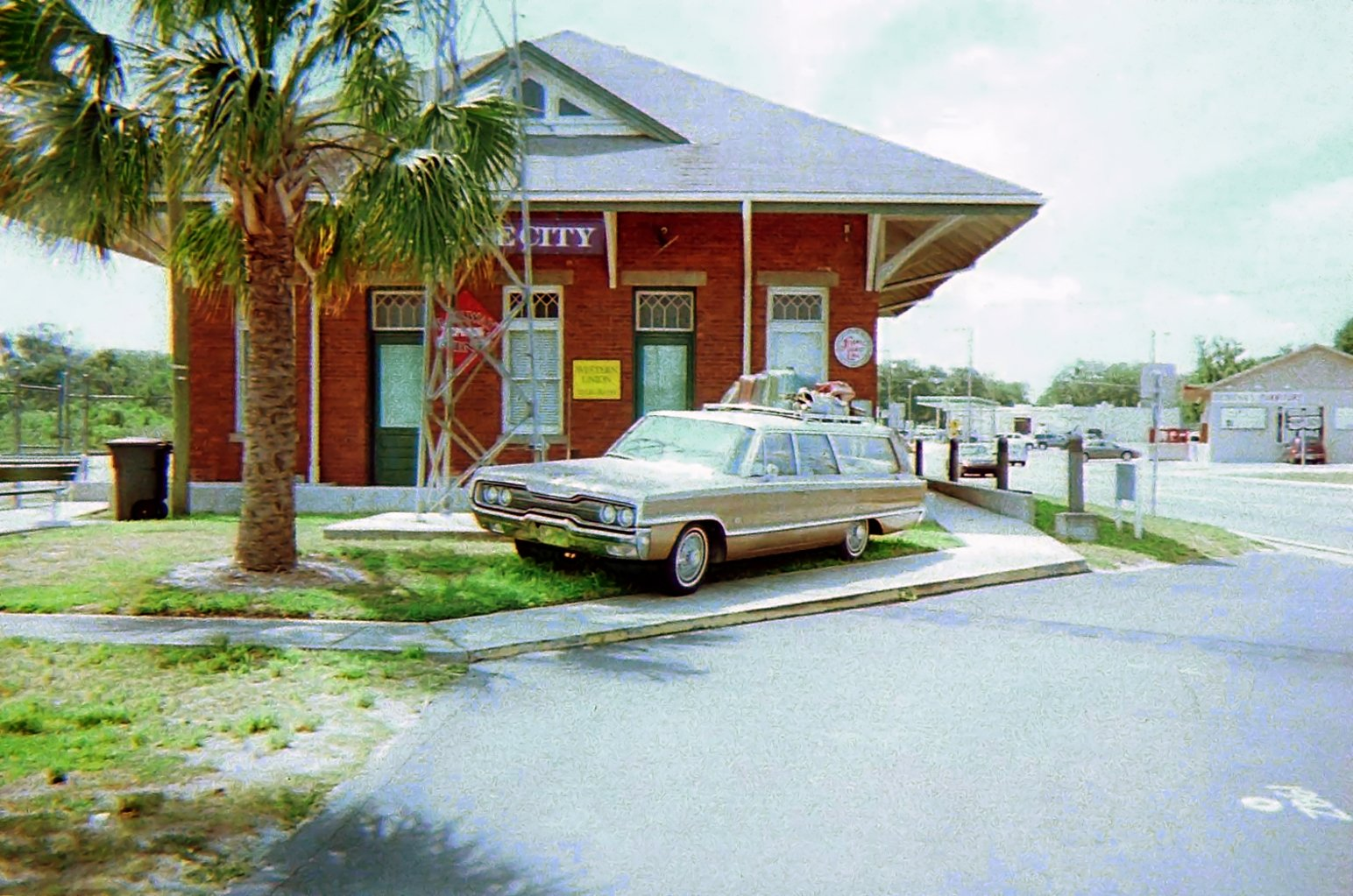